# Инопланетный апокалипсис
Инопланетный апокалипсис (англ. Alien Apocalypse) — фантастический боевик Джоша Бекера с Брюсом Кэмпбеллом и Рене О'Коннор в главных ролях. Снят специально для телеканала Sci-Fi Channel.
Слоган фильма — «Ещё вчера они были всего лишь астронавтами, а сегодня они единственная надежда человечества» (англ. Yesterday, they were only astronauts. Today, they're humanity's only hope).

## Сюжет
Спустя 40 лет после длительного космического полёта пятеро астронавтов возвращаются на Землю. Оказывается, за время их экспедиции раса
насекомообразных инопланетян захватила Землю. Всю команду берут в плен, а командира убивают. Доктор Эйвен Худ и его товарищи попадают на лесопилку, где порабощённые инопланетянами люди добывают для них ресурсы. Худ поднимает восстание, получает трофейный плазменный дробовик и освобождает людей. Среди них оказывается бывший президент и двое коллег доктора — Келли и Алекс. Восставшие во главе с Эйвеном Худом, вооружившись луками, топорами и молотками, отправляются на бой с захватчиками.

## В ролях
| Актёр              | Роль                     |
| ------------------ | ------------------------ |
| Брюс Кэмпбелл      | доктор Эйвен Худ         |
| Рене О'Коннор      | Келли                    |
| Ремингтон Франклин | Алекс                    |
| Питер Джейсон      | президент Демски         |
| Владимир Колев     | рыбак Боб                |
| Майкл Кори Дэйвис  | командир астронавтов Чак |
| Велизар Бинев      | управляющий на лесопилке |
| Асен Блатечки      | сумасшедший мужчина      |

## Выпуск
Фильм был представлен на Кинофестивале в Жерармере 2007 года.